# حافظ كمال
حافظ كمال (9 يوليو 1987 في ماليزيا - ) هو لاعب كرة قدم ماليزي في مركز الوسط. شارك مع منتخب ماليزيا لكرة القدم. أما مع النوادي، فقد لعب مع نادي سلاغور ونادي بهانغ ‏ وShahzan Muda F.C. ‏.

## وصلات خارجية
- حافظ كمال على موقع قاعدة بيانات كرة القدم.إي يو (الإنجليزية)